# La Acción
La Acción va ser un periòdic maurista que es va editar entre 1916 i 1924 sota les ordres de Manuel Delgado Barreto. sota la seva capçalera apareix la llegenda “aquest periòdic, sense relació amb els gremis polítics, té per únic programa dir la veritat” i s'expressa com una publicació "monàrquica, catòlica i amb alt sentit patriòtic".
Aquest periòdic vespertí comptava amb una vinyeta política, articles i notícies de política nacional i internacional, literatura, cròniques de societat i esports, a més d'informació gràfica a través de fotografies.
Entre els seus redactors es troben Buenaventura L. Vidal, Alberto de Segovia, Francisco Viu i Antonio de Miguel, entre d'altres. I en la nòmina de col·laboradors apareixen Gabriel Maura Gamazo, Jacinto Benavente, Julio Casares, Ricardo León i Antonio Goicoechea. Delgado Barreto escriu els seus articles sota la signatura del seu pseudònim: ‘El Duque G.’.
Va desaparèixer el maig de 1924 per problemes econòmics i un any després el que fou el seu director Manuel Delgado Barreto passa a dirigir el periòdic La Nación, periòdic oficiós de la dictadura de Miguel Primo de Rivera.